# Cyrtomium serratum
Cyrtomium serratum är en träjonväxtart som beskrevs av Ren-Chang Ching och Shing. Cyrtomium serratum ingår i släktet Cyrtomium och familjen Dryopteridaceae. Inga underarter finns listade.